# Cornelia Diethelm

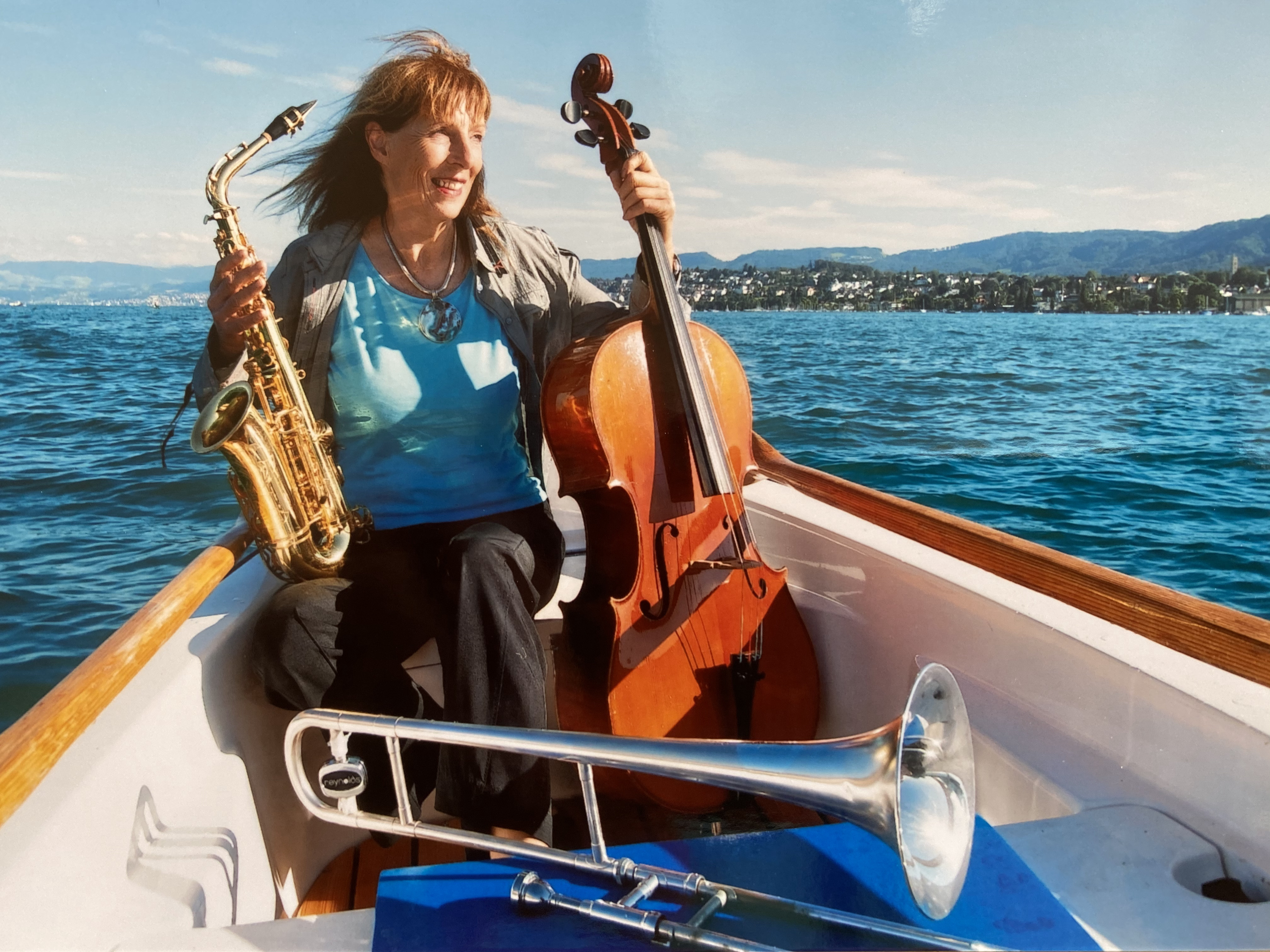
Cornelia Diethelm (2020)

Cornelia Diethelm (* 20. November 1954 in Schiers) ist eine Schweizer Journalistin, Buchautorin und Musikerin. Sie ist Gründerin der Musikinitiative Musik übers Meer.

## Biographie
Cornelia Diethelm ist in Schiers aufgewachsen und in der Evangelischen Mittelschule Schiers  zur Schule gegangen. Sie studierte Orgel am Konservatorium Zürich  und schloss ihr Studium 2009 an der Hochschule für Musik und Theater (heute Zürcher Hochschule der Künste) als Organistin ab. Sie war in verschiedenen Schweizer Kirchgemeinden als Organistin tätig. 
Ab 1983 arbeitete Cornelia Diethelm auch als freischaffende Journalistin für Schweizer Printmedien und für Schweizer Radio DRS (heute Radio SRF). Zudem hatte sie beim Beobachter, bei Tele und beim RadioMagazin (heute Kulturtipp) eine Festanstellung. Sie schrieb unter anderem ein Feature, die Biografie des ehemaligen Fernseh- und Radiomoderators Mäni Webers und ein Porträtbuch zum Thema «Lebenswenden». Mehrere Jahre engagierte sie sich für die Klimaschutzorganisation myblueplanet. Diethelm war von 2010 bis 2020 Mitglied des Publikumsrates SRG.D und von 2013 bis 2020 Mitglied des Leitenden Ausschusses dieses Gremiums.
1991/92 und 1993/94 lebte Diethelm in der Dominikanischen Republik, wo sie 2013 auch ihre Musikinitiative Musik übers Meer gründete. 2011 wurde sie von Pepe Lienhard als Gastmusiker in die Dominikanische Republik begleitet. 2014 traten vier dominikanische Jugendliche zusammen mit Lienhard in Frauenfeld auf.  2016 gab die Schweizer Band Traktorkestar zusammen mit Jugendorchestern von Musik übers Meer mehrere Konzerte in der Dominikanischen Republik. Als Folge ihres anhaltenden Engagements gibt es in der Dominikanischen Republik mittlerweile 23 Musikschulen und über 30 Kinder-/Jugendorchester mit rund 700 gespendeten Instrumenten aus der Schweiz.
Diethelm hat 1988 als eine der ersten Frauen die Ausbildung zur Heissluftballon-Pilotin gemacht. Sie lebt in Hedingen.

## Hörspiel- und Buchpublikationen
- 1991: Dies ist das schönste Land, das menschliche Augen je sahen. Hörspiel (Feature) für Schweizer Radio DRS 2 (heute SRF 2). Regie: Walter Baumgartner.
- 1995: Paa Ekow Akrofi: Taxifahrer aus Ghana in der Schweiz. Sendung «Plaza» für Schweizer Radio DRS 2 (heute SRF 2).
- 1997: Musik ist Heimat. Sendung «Plaza» für Schweizer Radio DRS 2 (heute SRF 2).
- 2002: Mäni Weber – Höhen und Tiefen eines Fernsehstars, opinio Verlag, Basel (heute Reinhardt Verlag, Basel), ISBN 3-03999-016-0.
- 2017: … dann begann die andere Geschichte – Lebenswenden, Somedia Verlag, Chur/Glarus, ISBN 978-3-906064-75-8.

## Auszeichnungen
2013: Förderpreis des Internationales Menschenrechtsforum Luzern für die Musikinitiative Musik übers Meer